# Cambrex Karlskoga AB
Cambrex Karlskoga AB är ett läkemedelsföretag i Karlskoga. Företaget har sitt ursprung från Bofors Nobelkrut och såldes 1996 till Cambrex Corporation. De är specialiseade på uppskalning av massproduktion för aktiva substanser till nya läkemedel och ligger bakom tillverkningen av ett flertal vardagliga, men framförallt mer specialiserade mediciner. Verksamheten erbjuder även analytiska tjänster för tredje part. 

## Historia
Se Bofors och Bofors Nobelkrut för vidare läsning.
Bofors Nobelkrut hade sedan 1920-talet en civil sektor där man producerade läkemedelsämnen, bland annat bensokain, tetrakain och prokain. Efterhand byggdes en större forsknings- och utvecklingsverksamhet upp och 1964 - 1967 flyttade man i etapper från Bofors till Mölndal där man etablerades under namnet Bofors Nobelpharma (ur vilket senare Nobel Biocare uppstått).
1957 lanserades mepivakain och 1966 bupivakain. Under 1970-talet inleddes ett samarbete med Astra, som bland annat fick ta över det forskningsprojekt som ledde till budesonid, aktiv ingrediens i storsäljarna Pulmicort och Rhinocort.
Efter bildandet av Nobel Industrier 1984 fördes den civila verksamheten av Bofors Nobelkrut över i andra företag inom koncernen. 1990 delades de civila och militära delarna av koncernen upp. 1991 såldes Bofors och kom att ingå i Celsiuskoncernen, medan den civila verksamheten 1993 såldes till Akzo, som 1994 bildade Akzo Nobel. 
Den civila finkemikalieverksamheten hette under en period Nobel Chemicals AB, såldes 1994 av Akzo Nobel till Cambrex som 1996 först bytte namn på företaget till Nordic Synthesis AB, och därefter till Cambrex Karlskoga AB. 
Våren 2024 tog Nils Petter Lybeck över VD-posten.  

## Befattningar

### Exekutiv ledning[3]
| Verkställande direktör | Nils Petter Lybeck (f 1974) |

### Styrelse[3]
| Ordförande | Claudio Russolo (f 1974)         |
| Ledamot    | Samantha Melanie Hanley (f 1977) |
| Ledamot    | Robert Charles Green (f 1967)    |
| Ledamot    | Emelie Caroline Enger (f 1983)   |
| Ledamot    | Nils Petter Lybeck (f 1974)      |
| Ledamot    | Hans Tommy Muhr Grundin (f 1978) |
| Ledamot    | Carlo Luigi Farina (f 1973)      |
| Ledamot    | Claudio Russolo (f 1974)         |
| Suppleant  | Ingrid Walbye Sletvold (f 1974)  |
| Suppleant  | Jonas Anders Karlsson (f 1970)   |